# Pischelsdorf in der Steiermark
Pischelsdorf in der Steiermark là một đô thị thuộc huyện Weiz thuộc bang Steiermark, nước Áo. Đô thị Pischelsdorf in der Steiermark có diện tích 17,31 km², dân số thời điểm cuối năm 2005 là 2456 người.